# Odile Limpach
Odile Limpach (* 9. März 1971 als Odile Guiffray) ist eine französische Wirtschaftsingenieurin, Hochschulprofessorin und frühere Managerin der Computerspielbranche.

## Karriere
Limpach wuchs in Paris auf. 1988 erlangte sie dort ihr Baccalauréat C mit Schwerpunkt Mathematik und Physik. Am Institut Commercial de Nancy absolvierte sie anschließend ein Studium als Ingénieur Commercial und ging für einen MBA an die Indiana University of Pennsylvania.
1996 wurde sie Produkt- und Marketing-Managerin für den französischen Computerspielhersteller Ubisoft. Für das Unternehmen baute sie ein Vertriebsteam in Deutschland auf und wurde 2000 Geschäftsführerin von Ubisoft Deutschland. In ihre Zeit fiel unter anderem 2001 die Übernahme des deutschen Entwicklerstudios Blue Byte, das schrittweise mit Ubisofts Deutschlandzentrale in Düsseldorf verschmolzen wurde. Seit 2007 führte sie die Positionsbezeichnung Managing Director Blue Byte. Zum 1. September 2014 gab sie diese Aufgabe an Benedikt Grindel ab und verließ das Unternehmen.
2015 wurde sie von der Technischen Hochschule Köln zur Professorin für Wirtschaft und Unternehmensgründung an die Cologne Game Labs berufen. 2021 übernahm sie den Vorsitz der Jury für den Deutschen Computerspielpreis.

## Auszeichnungen
- 2009: Chevalier de l’Ordre National du Mérite[5]

## Publikationen
- The Publishing Challenge for Independent Videogame Developers. A Practical Guide. CRC Press, Boca Raton 2020, ISBN 978-0-367-41674-4.